# 사샤 미첼
사샤 미첼(Sasha Mitchell, 1967년 7월 27일 ~ )는 미국의 배우, 텔레비전 배우, 영화배우, 모델, 킥복싱 선수이다.
로스앤젤레스에서 태어났다.

## 영화
- 드렁크 패어런츠 (2018년)
- 아이 러브 유 보쓰 (2016년)
- 레드 문 (2012년)
- 딕키 로버츠 - 왕년의 아역 스타 (2003년)
- 갱랜드 (2000년)
- 럭 오브 드로 (2000년)
- ER (1994년)
- 폭력 교실 1999 2 (1994년)
- 어벤저 4 (1994년)
- 어벤저 3 (1992년)
- 스텝 바이 스텝 (1991년)
- 어벤저 2 (1991년)
- 하와이 허니문 (1989년)
- 내 사랑 사이보그 (1987년)
- 게릴라 (1987년)
- 달라스 (1978년)